# Grüne Pichelbirne

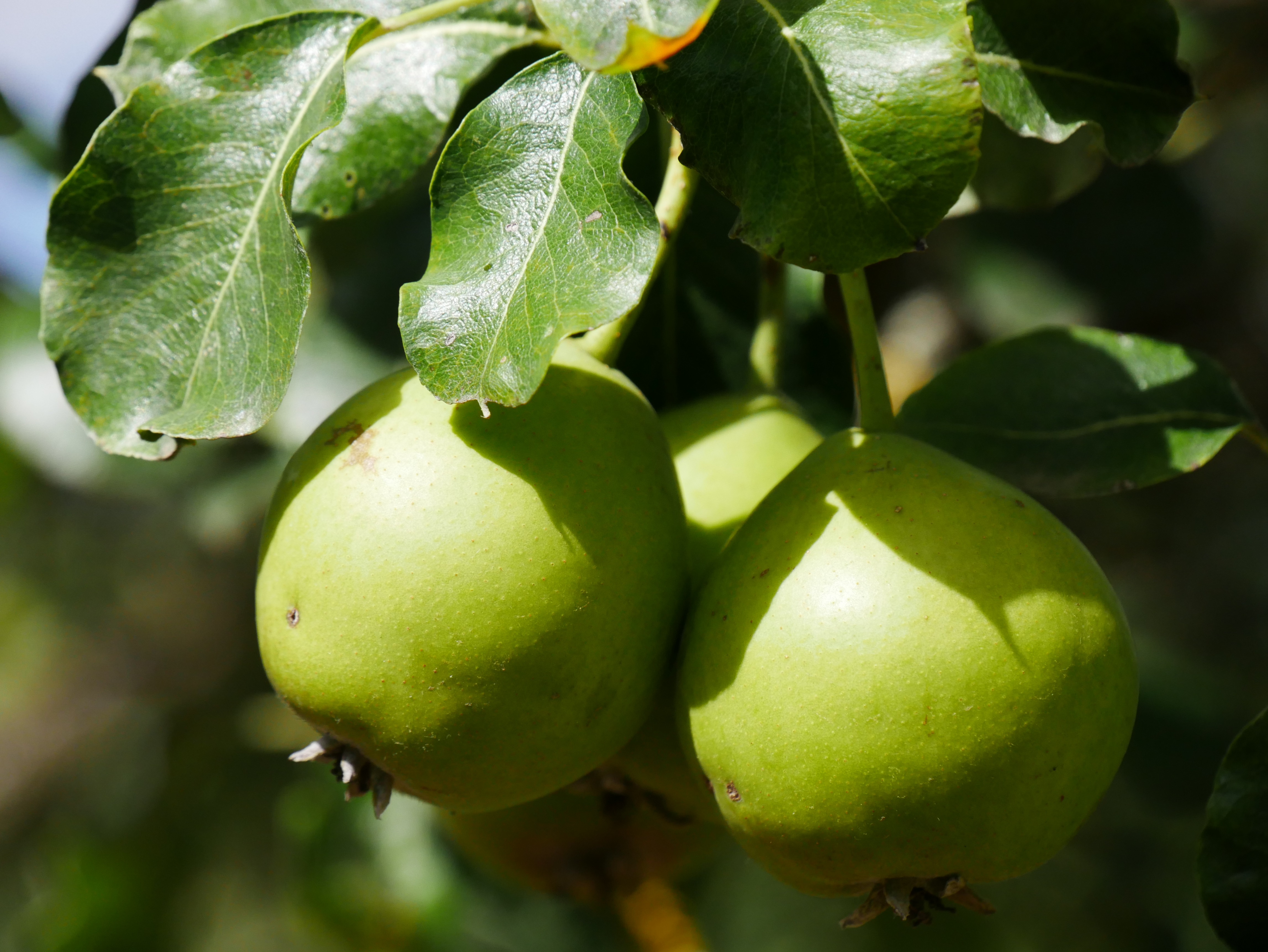
Grüne Pichelbirne

Die Grüne Pichelbirne (auch: Oberösterreichische Landbirne) ist eine alte Birnensorte aus Oberösterreich, die seit über 300 Jahren dort und in Niederösterreich angebaut wurde. Die Bezeichnung „Pichel“ ist auf das Wort „Bühel“ zurückzuführen, was so viel wie Hügel bedeutet. Sie wir erstmals 1822  vom Pomologen Georg Liegel (1777–1861) erwähnt.

## Baum
Der Baum muss kronenveredelt werden und erreicht eine Riesengröße, was ihn für den heutigen Erwerbsanbau ungeeignet macht. Er wächst langsam, trägt relativ spät die ersten Früchte, erreicht aber ein hohes Alter. Der Baum benötigt feuchte und tiefgründige Böden in eher günstigeren Lagen.

## Frucht
Die Frucht ist eiförmig und für eine Birne mittelgroß. Die Schale ist glänzend dunkelgrün, in der Reife gelblich mit mattgrünem Grundton. Die Frucht ist dabei von zahllosen weißen Punkten. Das Fruchtfleisch ist gelblich-weiß, grobkörnig, saftreich und herb. Das Kerngehäuse mit dunkelbraunen Kernen ist mittelständig und spindelförmig.

## Eigenschaften
Gute Eigenschaften: Langlebigkeit, der Baum trägt regelmäßig, durch Nachreifenlassen vor dem Pressen kann der Zuckergehalt erhöht werden.
Problematisch ist die starke Anfälligkeit für die Pilzkrankheit Schorf (Fusikladium). Im Vergleich zu anderen Sorten ist die Grüne Pichelbirne an der eigenartig grüngelben Färbung, dem grünen Fruchtstiel und an der schütteren, umfangreichen Baumkrone zu erkennen.

## Verwendung
Die Sorte ist eine klassische Mostbirnensorte, deren klarer und leichter Most sich gut zum Verschneiden mit anderen Birnensorten eignet. Außerdem ist die Sorte eine beliebte Dörrbirne. Auf Grund der Ansprüchen an einen guten Standort und der Anfälligkeit für Krankheiten wurde sie bei Neubepflanzungen häufig durch einfacher zu pflegende Neuzüchtungen ersetzt, sodass sie auch in ihrem ursprünglichen Verbreitungsgebiet selten geworden ist.

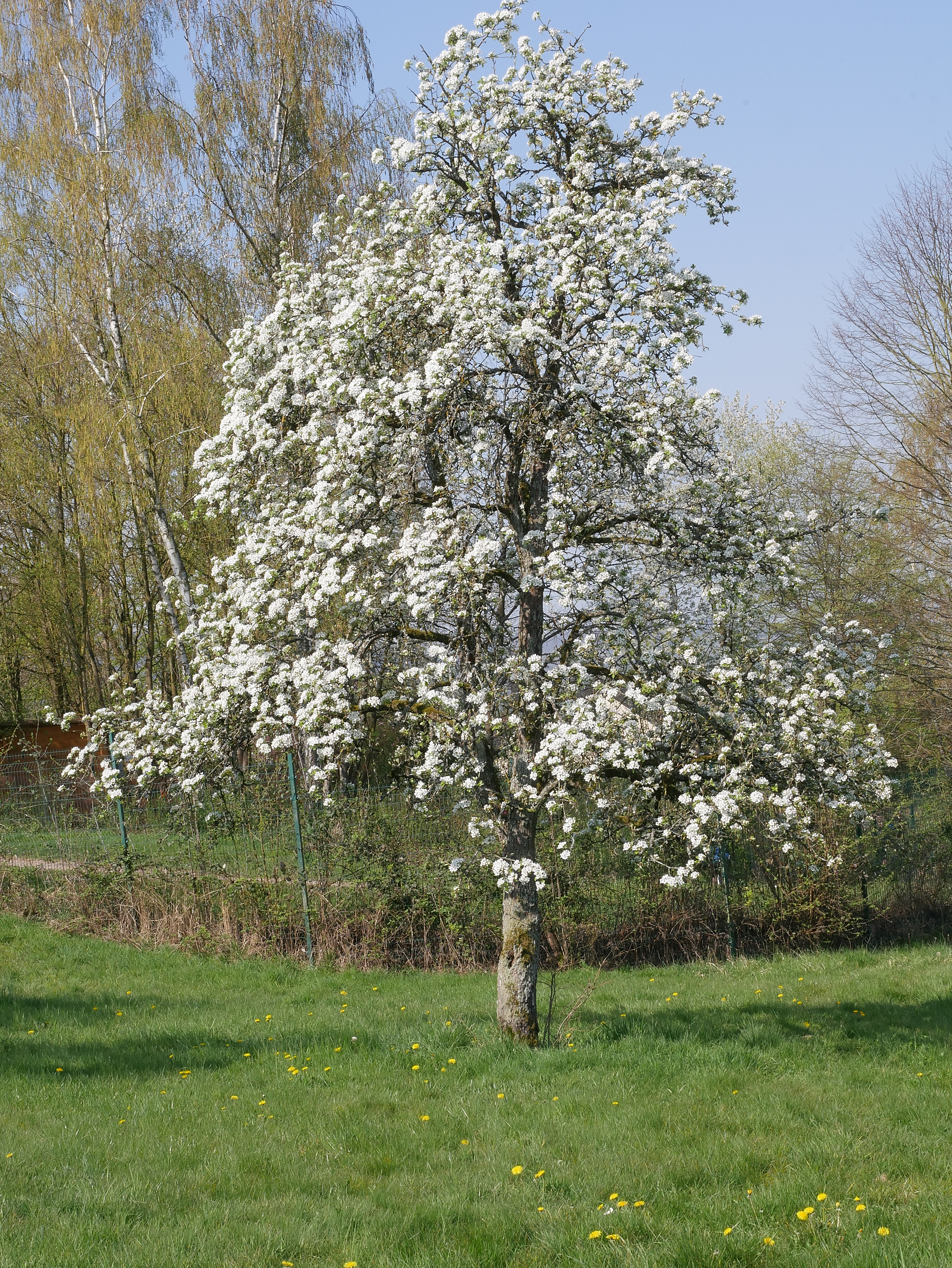
Ganzer Baum in Blüte
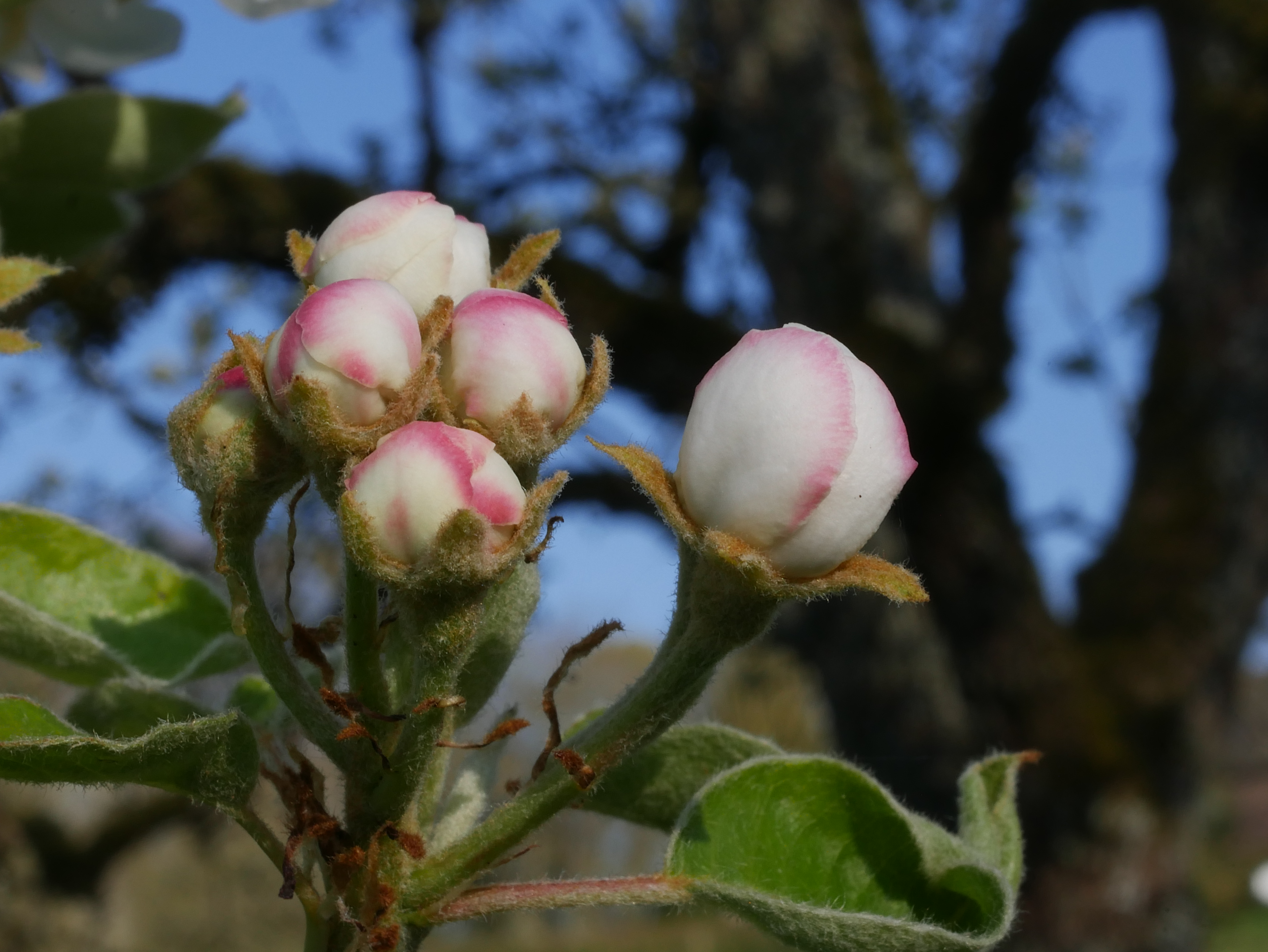
Knospen
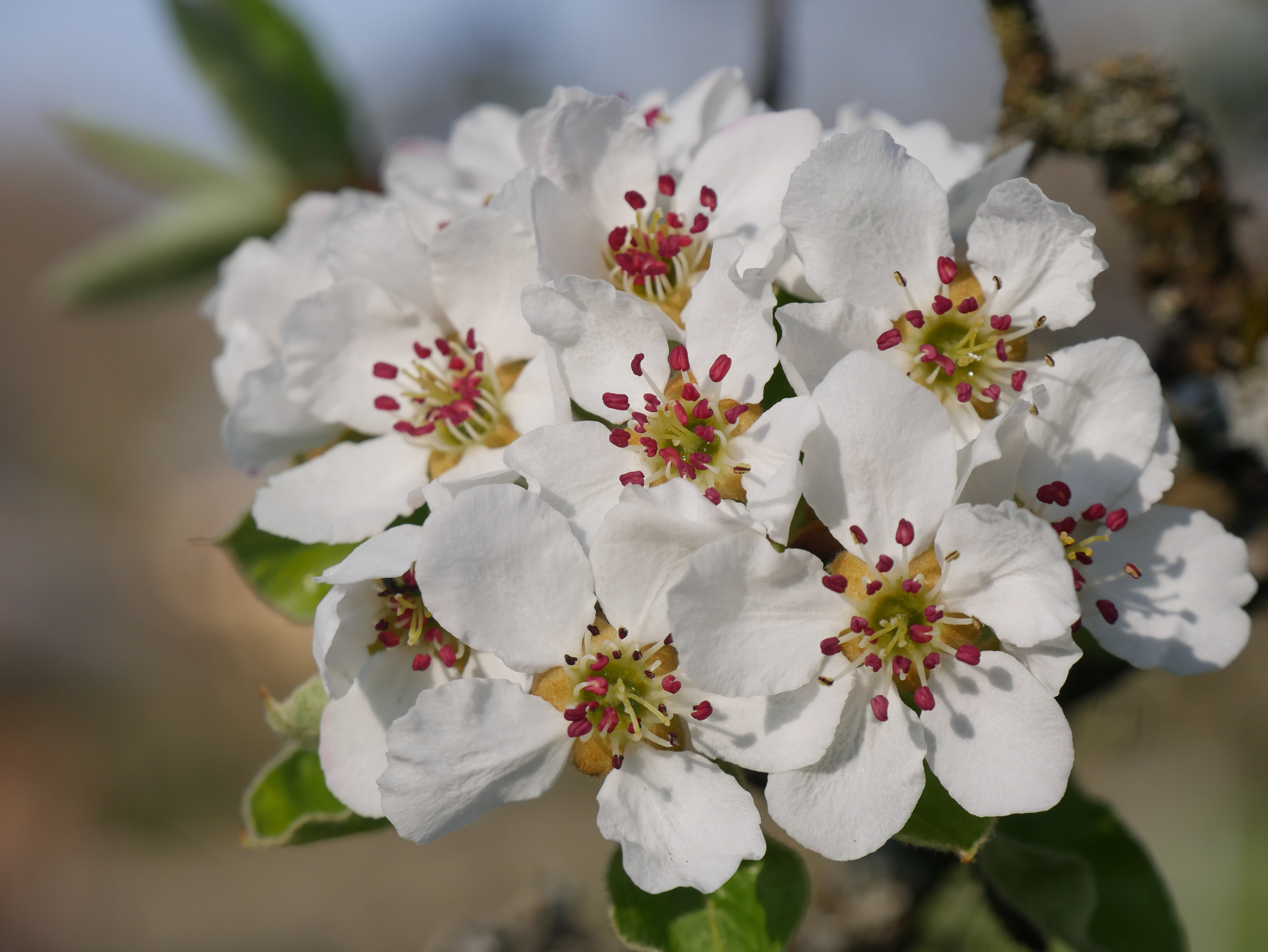
Blüten
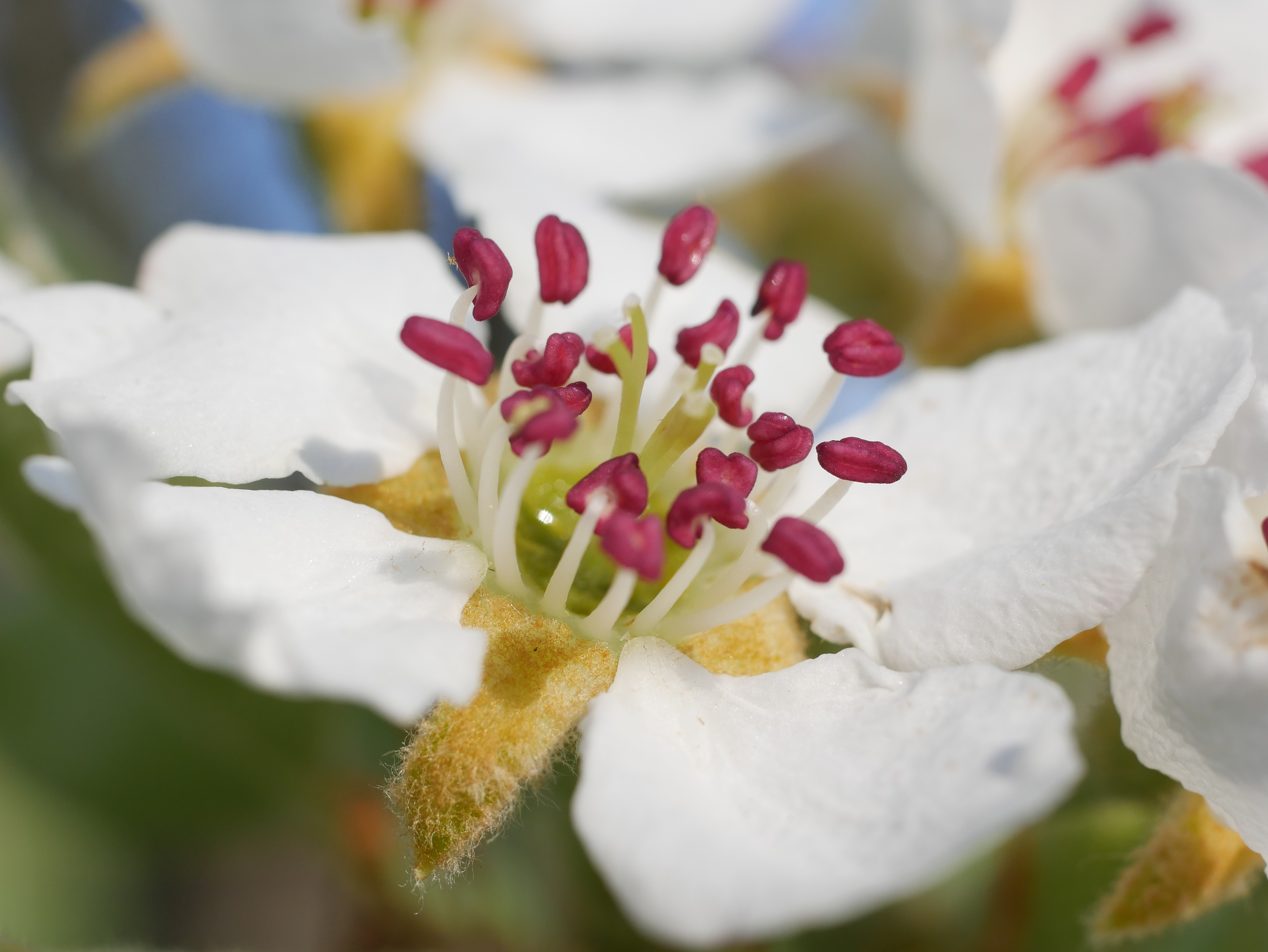
Einzelblüte
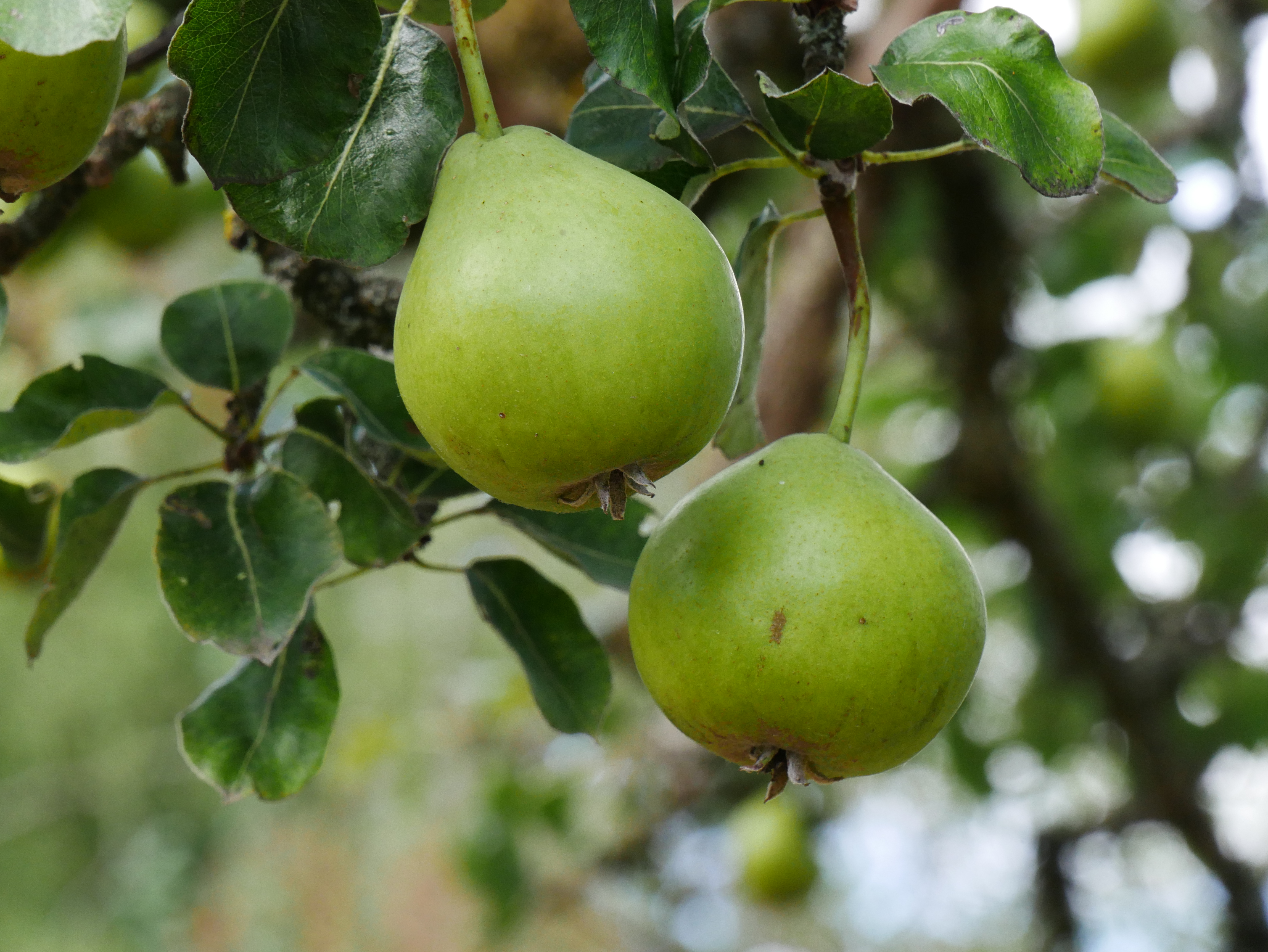
Früchte
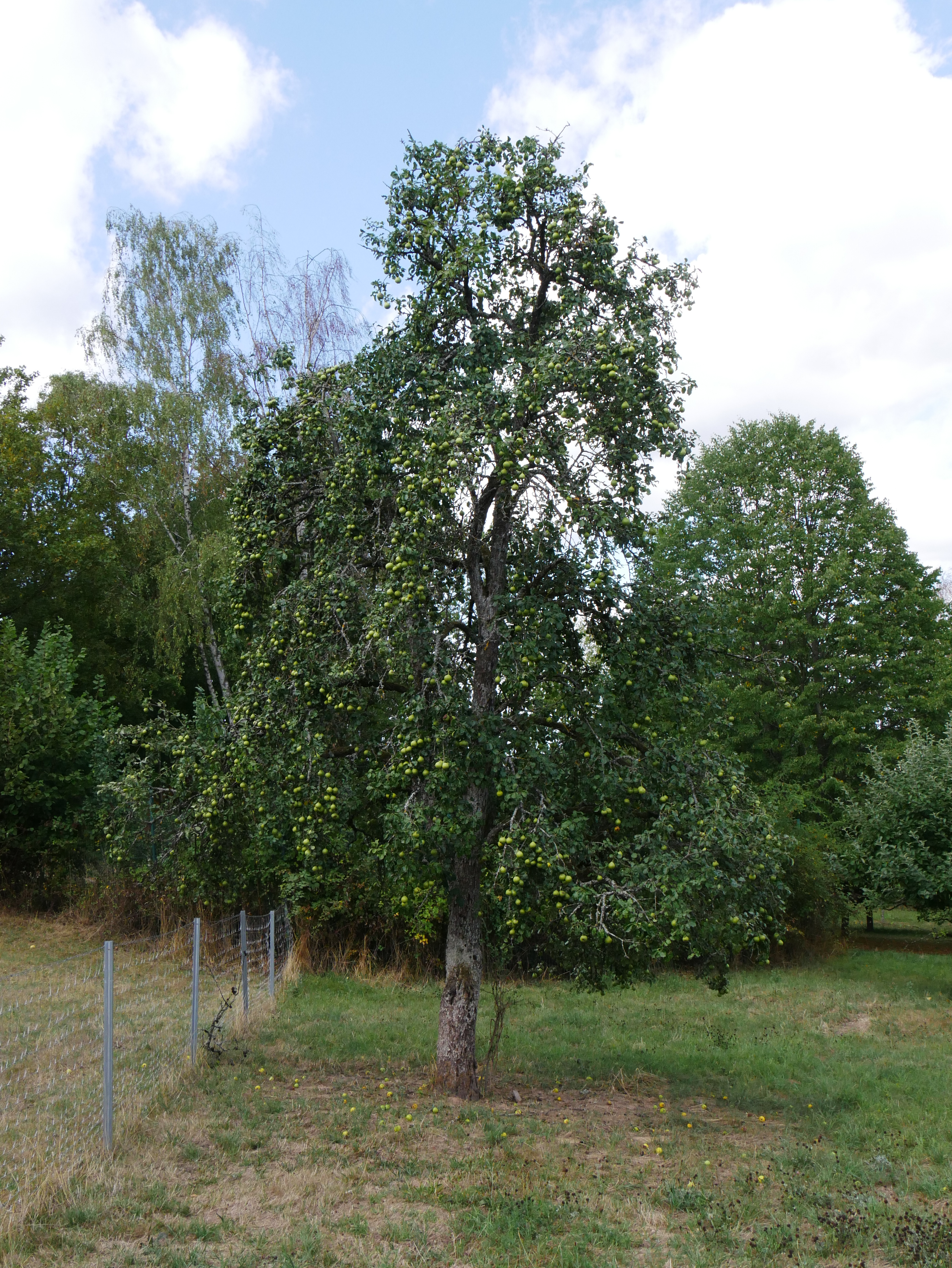
Ganzer Baum mit Früchten